# Aeropuerto de Erebuni
El Aeropuerto de Erebuni (en armenio: Էրեբունի օդանավակայան) (ICAO: UDYE) es un aeropuerto civil y militar conjunto que sirve a la ciudad de Ereván y en general al pequeño país de Armenia. Se encuentra a 7,3 kilómetros (4,5 millas) al sur del centro de Ereván. En la actualidad, el aeropuerto es operado principalmente por los militares: alberga la Base Aérea de Rusia 3624a y un escuadrón de helicópteros de ataque Mi-24 y aviones MiG-29. Las empresas privadas en ocasiones operan vuelos fletados de helicópteros al interior del país y en la Comunidad de Estados Independientes.
La base fue diseñada por los arquitectos L. Sh. Khristaforyan y RG Asratyan y los ingenieros ES Tosunyan e IG Baghramyan.
En noviembre de 2013, el gobierno de Armenia anunció su intención de ampliar el espacio asignado a la Fuerza Aérea de Rusia para albergar nuevos edificios administrativos, instalaciones de combustible de almacenamiento y plataformas de aterrizaje de helicópteros para albergar un escuadrón de 18 helicópteros de ataque.